# Andries van Wieren
Andries van Wieren is een voormalig drummer van de Friese reggaeband Luie Hond en het Amerikaanse Sister Sledge. Luie Hond combineerde reggae met ska en rock, totdat de band eind 2007 stopte wegens motivatiegebrek. Daarna is van Wieren zich gaan richten op artiestenmanagement. 

## Biografie
In 1996 studeerde Van Wieren af aan het Prins Claus Conservatorium in Groningen als Docerend Musicus Lichte Muziek Drums (cum laude), waar hij in 1997 ook zijn Uitvoerend Musicus diploma behaalde (cum laude). In 1998 richtte hij de drumschool Drumschool Dokkum op. Van Wieren toerde van 2000 - 2003 met Sister Sledge door Europa, Zuid-Amerika en de VS. Daarna werd hij drummer van reggaeformatie Luie Hond, die al snel tekende bij het label Sony BMG. Daarnaast speelde hij met verschillende artiesten zoals Kool and the Gang, Debbie Sledge, Time Bandits, Bonnie St. Claire en de Friese troubadoer Piter Wilkens.
Naast zijn functie als drummer bij Luie Hond richtte Van Wieren zich ook op het management van deze groep. Dat deed hij onder de bedrijfsnaam 3S MUSIC, welke naam in 2015 werd omgedoopt tot 3S Music Management. Inmiddels heeft het bedrijf 3 vestigingen te weten Amsterdam, De Valom en Boedapest. Bekende artiesten uit het 3S Music Management portfolio zijn de Amsterdam Klezmer Band, MakeBelieve, Daily Bread, Dope D.O.D., My Baby, Jungle By Night en Michelle David and the Gospel Sessions. Ook is Van Wieren als Lecturer Music Management verbonden aan NHL Stenden Hogeschool en de opleiding Pop en Media (D'Drive) van het Friesland College te Leeuwarden.